# Cristoforo Taverna
Cristoforo Taverna (... – XV secolo) è stato un banchiere milanese del XV secolo, inventò il primo esempio di lotteria nella storia delle istituzioni finanziarie.
Questo nuovo gioco da un lato offriva anche ai cittadini più modesti la possibilità di aspirare al premio più alto e dall'altro invitava i giocatori a supportare la patria in momenti di difficoltà. 
L'idea di questo giovane banchiere nasce infatti in un momento di crisi economica a Milano e con la conseguente recessione da ogni tipo di commercio, per cui la gente preferiva custodire i propri risparmi a casa piuttosto che investirli negli affari.